# Simon Rhein
Simon Rhein (Hilden, 18 maggio 1998) è un calciatore tedesco, centrocampista svincolato.

## Caratteristiche tecniche
È un mediano.

## Carriera
Cresciuto nel settore giovanile del Bayer Leverkusen, nel 2017 è stato acquistato dal Norimberga. Ha trascorso la stagione 2017-2018 con la seconda squadra del club bavarese, collezionando 35 presenze e 4 reti in Fußball-Regionalliga.
Nella stagione 2018-2019 viene aggregato alla prima squadra. Esordisce in Bundesliga il 28 ottobre disputando l'incontro pareggiato 1-1 contro l'Eintracht Francoforte.